# Longamoebia
Longamoebia – podgromada ameb należących do supergrupy Amoebozoa w klasyfikacji Cavaliera-Smitha. Klasyfikacja Adla traktuje Longamoebia jako klad.
Należą tutaj następujące rzędy i rodziny według Cavalier-Smitha:
- Dermamoebida Cavalier-Smith, 2004
  - Mayorellidae Schaeffer, 1926
  - Dermamoebidae Cavalier-Smith and Smirnov
- Thecamoebida Smirnov and Cavalier-Smith
  - Thecamoebidae Schaeffer, 1926
- Centramoebida Rogerson and Patterson, 2002 przywrócony przez Cavalier-Smith, 2004
  - Acanthamoebidae Sawyer and Griffin, 1975
  - Balamuthiidae Cavalier-Smith w Cavalier-Smith i inni, 2004.

W klasyfikacji Adla wyróżniamy tylko 3 klady:
- Dermamoebida Cavalier-Smith, 2004
- Thecamoebida Smirnov i Cavalier-Smith
- Centramoebida Rogerson and Patterson, 2002